# Voorste kruisband
De voorste kruisband of ligamentum cruciatum anterius in de knie voorkomt het naar voren schuiven van de tibia (onderbeen) ten opzichte van het bovenbeen (femur).

## Letsel
Als de voorste kruisband gescheurd is, kan het onderbeen te veel naar voren schuiven. De knie verliest zijn stabiliteit. Dit is vooral te merken bij het maken van plotselinge bewegingen. Om de knie weer te herstellen moet er een nieuwe voorste kruisband worden geplaatst. Dit kan met behulp van de patellapees of hamstrings. Het stukje pees dat wordt afgenomen is circa 10 cm lang. Het bevat een stukje bot afkomstig uit de knieschijf. Daarna geneest de patellapees weer. Tijdens de operatie worden stukjes overbodig weefsel weggehaald en er wordt nieuwe ruimte gemaakt voor een nieuwe kruisband. Daarna is negen tot twaalf maanden revalidatie nodig. Bij topsporters kan dit korter zijn, minimaal zes maanden.
Als de kruisband alleen verrekt is, zullen de gevolgen minder ernstig zijn en is een tot twee weken rust aangewezen. In sommige gevallen wordt bij een gescheurde voorste kruisband gekozen voor fysiotherapie om de omliggende spieren, pezen e.d. sterker te maken. Als men niet aan actieve sport doet, zoals voetbal en gymnastiek, is het mogelijk om hiermee te leven. De kans blijft echter bestaan dat men bij een plotselinge beweging de stabiliteit verliest en door de knie zakt, zoals traplopen, snel nog even de trein inspringen, en bovendien moet men de oefeningen blijven doen, zolang men geen operatie overweegt. Ook is er kans op schade aan het kraakbeen en de meniscus, als men regelmatig door de knie zakt. Bij sporters wordt vaak meteen voor een operatie gekozen en bij wat minder actieve, vaak oudere mensen, wordt vaak een keuze gemaakt voor wel of niet opereren, of probeert men het eerst zonder operatie, waarbij men bij te weinig resultaat alsnog voor een operatie kan kiezen.